# Octavie de Lasalle

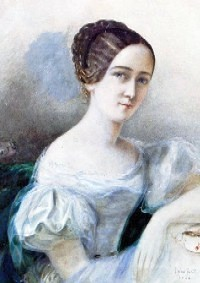
Oktavie de Lasalle

Octavie Elisabeth Maria de Lasalle von Louisenthal (* 16. Dezember 1811 in Metz, Lothringen; † 25. Februar 1890 in Dagstuhl) war eine Malerin im 19. Jahrhundert. Sie lebte im Schloss Dagstuhl bei Wadern im heutigen Saarland; ihre adelige Familie war französischer Herkunft. Volkstümlich wird Octavie die „Malergräfin“ genannt.

## Biografie

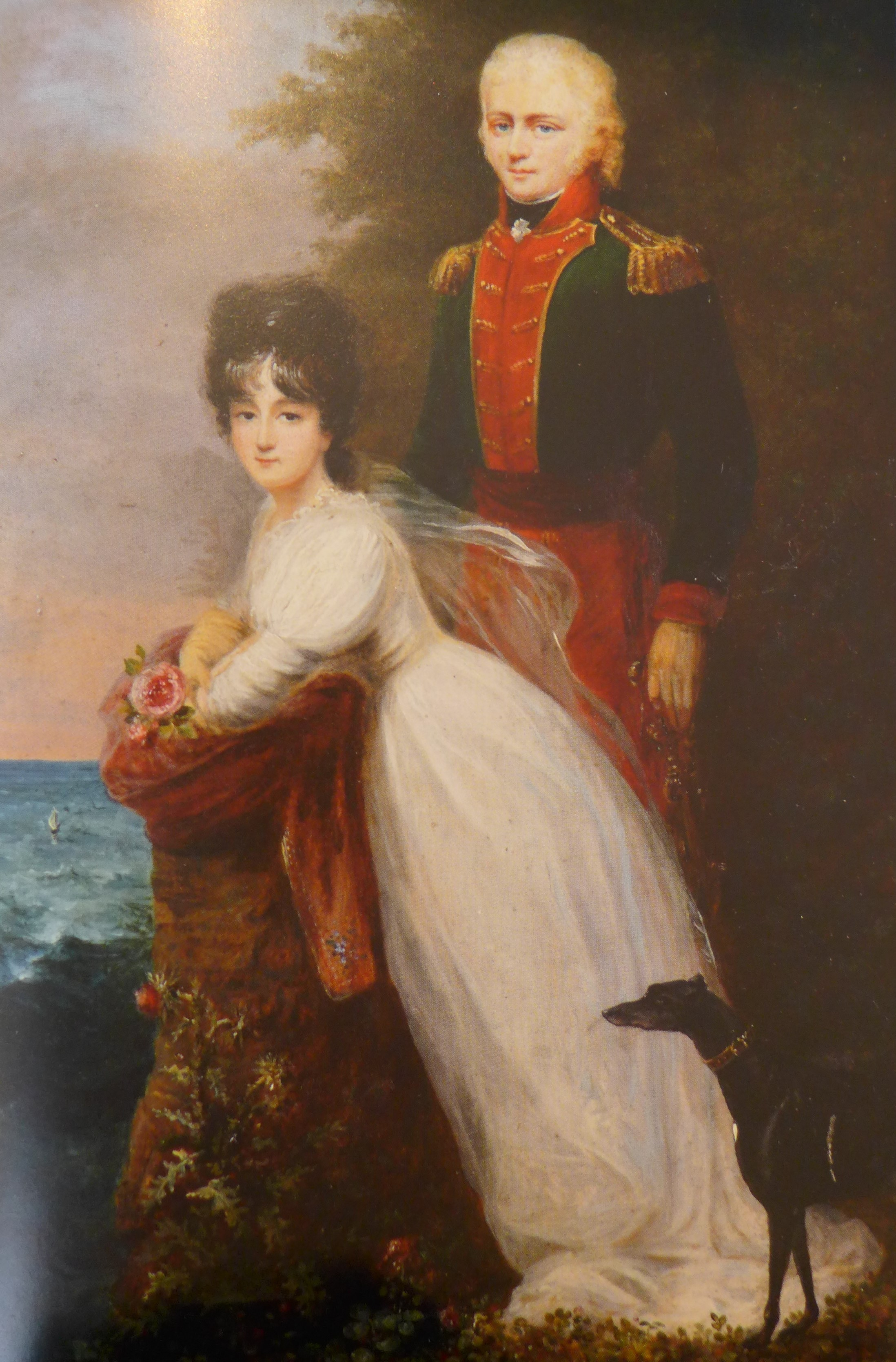
Die Eltern von Octavie de Lasalle: Wilhelm Albert de Lasalle von Louisenthal (1768–1845) und Marie Lucie de Lasalle von Louisenthal, geb. d’Augier (1775–1854), Öl auf Zink, 54 × 33 cm, Privatbesitz

Die Familie de Lasalle war im Zusammenhang mit dem Bau der Festungsstadt Saarlouis aus dem französischen Languedoc nach Lothringen gekommen. 1807 bezogen Wilhelm Albert de Lasalle von Louisenthal (1768–1845) und seine Frau Marie Lucie d’Augier (1775–1854) Schloss Dagstuhl bei Wadern im heutigen Saarland. Ihre Tochter Octavie, das neunte von elf Kindern, wurde 1811 in Metz geboren.
Die Lasalles pflegten regelmäßigen Kontakt zu ihrer Verwandtschaft in Paris und zum bayerischen Königshof in München. Octavie wuchs somit in französischem und deutschem Umfeld auf. Sie spielte Klavier, Harfe und Orgel. Ihr Vater war malerisch interessiert und begabt. Ab 1836 ließ sich Octavie in München und Nürnberg im Malen unterrichten, unter anderem bei dem Bildhauer Franz Woltreck (1800–1847).
1838 wurden das Gemälde „Pilger des Rheins“ und Porträts der Malerin in München ausgestellt. 1839 begann sie mit dem Ausmalen der Schlosskapelle ihres Wohnsitzes Dagstuhl; die Arbeiten zogen sich über 40 Jahre hin. Auf der Burg Dagstuhl, die zu dieser Zeit bereits eine Ruine war, ließ sich Octavie ein „Malerhäuschen“ errichten.
1840 bekam Octavie de Lasalle einen Sohn als Folge einer Affäre in Bad Ems; sie blieb jedoch unverheiratet. Vater des Sohnes Johann Matthias war der spätere preußische König und deutsche Kaiser Wilhelm I. Das Kind musste der gesellschaftlichen Konvention entsprechend einer Amme in Trier übergeben werden, was für Octavie eine lebenslange psychische Belastung darstellte. 1842 wurde sie als Ehrenstiftsdame in den St.-Annen-Orden aufgenommen. 1843 gründete Octavie auf Schloss Dagstuhl den Elisabeth-Verein, der sich nach dem Vorbild der Heiligen Elisabeth von Thüringen um notleidende Menschen kümmert und heute noch besteht.
Im Jahre 1854 wurde Octavie in Privataudienz von Papst Pius IX. empfangen. 1856 stiftete die Familie Lasalle ein Haus zur Versorgung von Armen und Kranken in Wadern, aus dem später unter der Führung der Franziskanerinnen von Waldbreitbach die Marienhauskliniken St. Elisabeth hervorgingen. Ab 1863 schuf Octavie eine Reihe von Kreuzwegen. 1865 lernte sie die Ordensgründerin Rosa Flesch kennen, der sie in Freundschaft verbunden war. Octavie de Lasalle starb 1890 in Dagstuhl, wo sie in der Familiengruft beigesetzt wurde.